# Gunnera hernandezii
Gunnera hernandezii är en gunneraväxtart som beskrevs av L.E. Mora-osejo. Gunnera hernandezii ingår i släktet gunneror, och familjen gunneraväxter. Inga underarter finns listade.